# Ferguson Jenkins
Ferguson Arthur Jenkins, Jr. (ur. 13 grudnia 1942) – kanadyjski baseballista, który występował na pozycji miotacza przez 19 sezonów w Major League Baseball.

## Kariera zawodnicza
Jenkins podpisał kontrakt jako wolny agent z Philadelphia Phillies w 1962 roku i początkowo grał w klubach farmerskich tego zespołu, między innymi w Arkansas Travellers, reprezentującym poziom Triple-A. W MLB zadebiutował 10 września 1965 w meczu przeciwko St. Louis Cardinals, zastępując Jima Bunninga w pierwszej połowie ósmej zmiany i zaliczył zwycięstwo. W kwietniu 1966 w ramach wymiany zawodników przeszedł do Chicago Cubs. W 1967 po raz pierwszy wystąpił w All-Star Game i rozegrał najwięcej pełnych meczów spośród wszystkich miotaczy w lidze; zwyciężał w tej klasyfikacji jeszcze trzykrotnie w 1970, 1971 i 1974 roku.
W sezonie 1971 zaliczył najwięcej zwycięstw w National League (24 przy 13 przegranych), zaliczył 263 strikeouty (2. wynik w lidze) i jako pierwszy zawodnik Cubs otrzymał nagrodę Cy Young Award, jako pałkarz zdobył najwięcej spośród miotaczy w klubie home runów (6) i zaliczył najwięcej RBI (20). W październiku 1973 przeszedł do Texas Rangers.
W sezonie 1974 ustanowił dwa klubowe rekordy zwyciężając w 25 meczach i rozgrywając 328 inningów. W latach 1977–1978 grał w Boston Red Sox, zaś od 1978 do 1981 występował ponownie w Texas Rangers. W grudniu 1981 będąc wolnym agentem podpisał kontrakt z Chicago Cubs. 25 maja 1982 w meczu przeciwko San Diego Padres został siódmym zawodnikiem w historii MLB, który osiągnął pułap 3000 strikeoutów. Po raz ostatni zagrał 26 września 1983 w wieku 40 lat.

## Uhonorowanie
W 1987 został uhonorowany członkostwem w Canadian Baseball Hall of Fame, zaś cztery lata później jako pierwszy Kanadyjczyk został wybrany do National Baseball Hall of Fame. W 2007 odebrał Order Kanady, który przyznano mu w 1979 roku. W maju 2009 wziął udział w ceremonii zastrzeżenia numeru 31, w którym występował także Greg Maddux.

## Nagrody i wyróżnienia
| Nagroda/wyróżnienie         | Lata             | Źródło |
| 3× All-Star                 | 1967, 1971, 1972 | [ 3 ]  |
| NL Cy Young Award           | 1971             | [ 5 ]  |
| Baseball Hall of Fame       | od 1991          | [ 8 ]  |
| # 31 zastrzeżony przez Cubs | 2009             | [ 10 ] |